# Mniszki (województwo warmińsko-mazurskie)
Mniszki (niem. Nonnenberg) – osada w Polsce położona w województwie warmińsko-mazurskim, w powiecie węgorzewskim, w gminie Budry, sołectwo Olszewo Węgorzewskie.
W latach 1975–1998 miejscowość administracyjnie należała do województwa suwalskiego.